# Jun John Sakurai
Jun John Sakurai (桜井 純, Sakurai Jun, Tóquio, 31 de janeiro de 1933 — 1 de novembro de 1982) foi um físico japonês radicado nos Estados Unidos.

## Obras
- Modern Quantum Mechanics, 1985
- Invariance Principles and Elementary Particles, 1964
- Advanced Quantum Mechanics, 1967